# TV Valkenburg
TV Valkenburg (Stichting TV Valkenburg) is een non-profit publieke lokale omroep voor de Nederlandse gemeente Valkenburg aan de Geul. TV Valkenburg verspreidt zijn nieuws, informatie en programma's via tv en internet. De stichting werkt uitsluitend met vrijwillige medewerkers en wordt deels gesubsidieerd vanuit een landelijke verdeelsleutel van gelden voor publieke lokale omroepen. De overige inkomsten worden gegenereerd door de verkoop van reclameberichten op het tv-kanaal en de website. 

## Geschiedenis
Stichting TV Valkenburg is opgericht in 1999. Stichting Lokale Omroep Valkenburg (SLOV) is officieel de 'zendmachtiging'-houder. Voor het televisie deel wordt dit uitgevoerd door TV Valkenburg en voor radio door Falcon Radio. Deze constructie is vrij uniek voor Nederlandse lokale omroepen omdat doorgaans radio en tv door één uitvoerende stichting wordt gedaan. 
Anno 2018 is TV Valkenburg het enige dagelijkse lokale nieuwsmedium in de Gemeente Valkenburg aan de Geul.

## Functie
De functie van de lokale omroep is essentieel in de nieuwsvoorziening op lokaal en klein regionaal niveau. De meeste kranten en lokale magazines zijn vanwege schaalvergroting naar groot-regionaal en landelijk niveau gegaan. Hierdoor kwam de specifiek lokale nieuwsvoorziening in gedrang. De lokale nieuwsvoorziening fungeert als een bindende factor tussen burgers en hun sociale omgeving en lokale politiek.

## Ontwikkelingen
Het medialandschap is de afgelopen decennia drastisch veranderd door de opkomst van internet. Dit heeft het gedrag van nieuwsvolgers eveneens drastisch veranderd. Van lineair tv kijken (precies op het uitzendtijdstip tv-kijken) naar on-demand tv-kijken (op het tijdstip wanneer de kijker het uitkomt). De rol van nieuwsvoorziening via internet is sinds de start van TV Valkenburg (1999) een grote rol gaan spelen. De website van TV Valkenburg brengt sinds 2005 dagelijks nieuws uit de gemeente en kleine regio. Sinds 2014 zijn alle tv-programma's van TV Valkenburg ook online te bekijken naast de "live stream" c.q. het online tv-kijken.

## Programma's
TV Valkenburg produceert en ontwikkelt eigen tv-programma's en formats die door eigen (vrijwillige) medewerkers worden gemaakt, hieronder een overzicht:
- TV Valkenburg Vandaag - Een nieuwsprogramma met actualiteiten uit de gemeente en regio.
- KunstWerkT - Een kunst- en cultuurprogramma waarin lokale kunstenaars (of kunstenaars oorspronkelijk uit de gemeente) aan bod komen.
- Sporttaofel - Sportprogramma
- Etiketten plak je op flessen niet op mensen - Een blik in het leven en beleving van bijzondere mensen
- Valkenburg Politiek - Interviews, debatten en informatie over de lokale politiek
- De Rode Loper - Inkijkje in lokale activiteiten zoals openingen, recepties, etc.
- Sportprijzen - Jaarlijkse live-uitzending/gala Sportprijzen van de Gemeente Valkenburg aan de Geul
- Vastelaovend Kaffee - Serie programma's vanuit een bekend café in Valkenburg met carnavalsartiesten en -verenigingen uit de Gemeente Valkenburg aan de Geul
- Carnavalsoptocht - Jaarlijkse live-uitzending vanuit het centrum van Valkenburg aan de Geul van de carnavalsoptocht